# ميشيل فيريرو (قسيس)
ميشيل فيريرو (بالإيطالية: Michele Ferrero)‏ هو قسيس إيطالي، ولد في 1967.